# Светофор (торговая сеть)
«Светофо́р» — российская розничная сеть супермаркетов-дискаунтеров. По итогам 2020 года вошёл в семёрку крупнейших торговых сетей России с товарами повседневного спроса (по обороту, по числу магазинов сеть в первой пятёрке, по региональному охвату на первом месте — 76 регионов).
Компания вошла в рейтинг журнала «Forbes» «200 крупнейших частных компаний России 2021», где заняла 52 позицию с выручкой 188,7 млрд рублей.
Формат магазина уникален для больших торговых сетей: типичный «Светофор» расположен в небольшом помещении в промзоне (обычно до 1500 м², магазины компании в более просторных зданиях, от 2500 м², имеют другое название, «Маяк») на окраинах города с минимальной отделкой, палетной выкладкой товара, небольшим штатом (10 человек на магазин с площадью 1000 м²). Благодаря крайней экономии цены в магазине ниже, чем у конкурентов. Первоначально рассчитанные, по-видимому, на беднейшие слои населения России, магазины популярны у среднего класса.

## История
Семья Шнайдер (братья Сергей 1966 года рождения и Андрей 1974 года рождения и их мать Валентина) до «Светофора» владела оптовой компанией по продаже пива и слабоалкогольных напитков «Ленком», сетью пивных магазинов «Напильник» и отличается скрытностью (у компании нет отдела по связям с общественностью, владельцы не дают интервью и не стремятся общаться с другими участниками рынка), потому в источниках история компании излагается в основном со слов её бывших сотрудников и контрагентов.
Первый магазин был открыт Шнайдерами в 2009 году в Красноярске (заём был получен у «Сбербанка»); идея, по словам бывшей сотрудницы, а также руководителя другой сети, принадлежала Сергею, который вдохновился примером (раннего) «Уолмарта», но пошёл гораздо дальше С. Уолтона. С тех пор «Светофор» развивался, однако финансовые трудности в 2014 году вынудили владельцев закрыть часть магазинов.
Международная экспансия «Светофора» проходит с 2017 года в Белоруссии, Казахстане (на март 2022 года сеть в стране насчитывает 36 магазинов) и на Украине. Под торговой маркой «Mere» сеть работает в странах ЕС: Германия (к 2021 году открылось 4 магазина, конкуренты (Альди и Лидл) не воспринимали Mere как угрозу), Латвия, Литва, Польша, Румыния, а также в Сербии и Китае.
В 2023 году число магазинов приближалось к трём тысячам.
В апреле 2024 года российский Forbes оценил состояние основателя и основного владельца торговой сети «Светофор» Сергея Шнайдера в 1,4 млрд долл., впервые включив его в список самых богатых россиян.
В декабре 2024 года депутат Госдумы и предприниматель Сергей Лисовский инициировал проведение  Роспотребнадзором проверок в сети магазинов «Светофор» в связи с «многочисленными случаями продажи некачественной и небезопасной продукции», что привели в январе 2025 года к приостановке работы некоторых магазинов в Москве. Тем временем в «Светофоре» считают, что компания подверглась целенаправленной информационной атаке. В феврале 2025 года Россельхознадзор заявил о грубых нарушениях в магазинах сети по всей стране. Позже, по сообщениям Роспотребнадзора, из магазинов «Светофора» по всей стране было изъято более 300 тонн просроченной продукции. В марте сеть заявила о намерении обжаловать 17 протоколов Роспотребнадзора в суде.

## Организация торговли

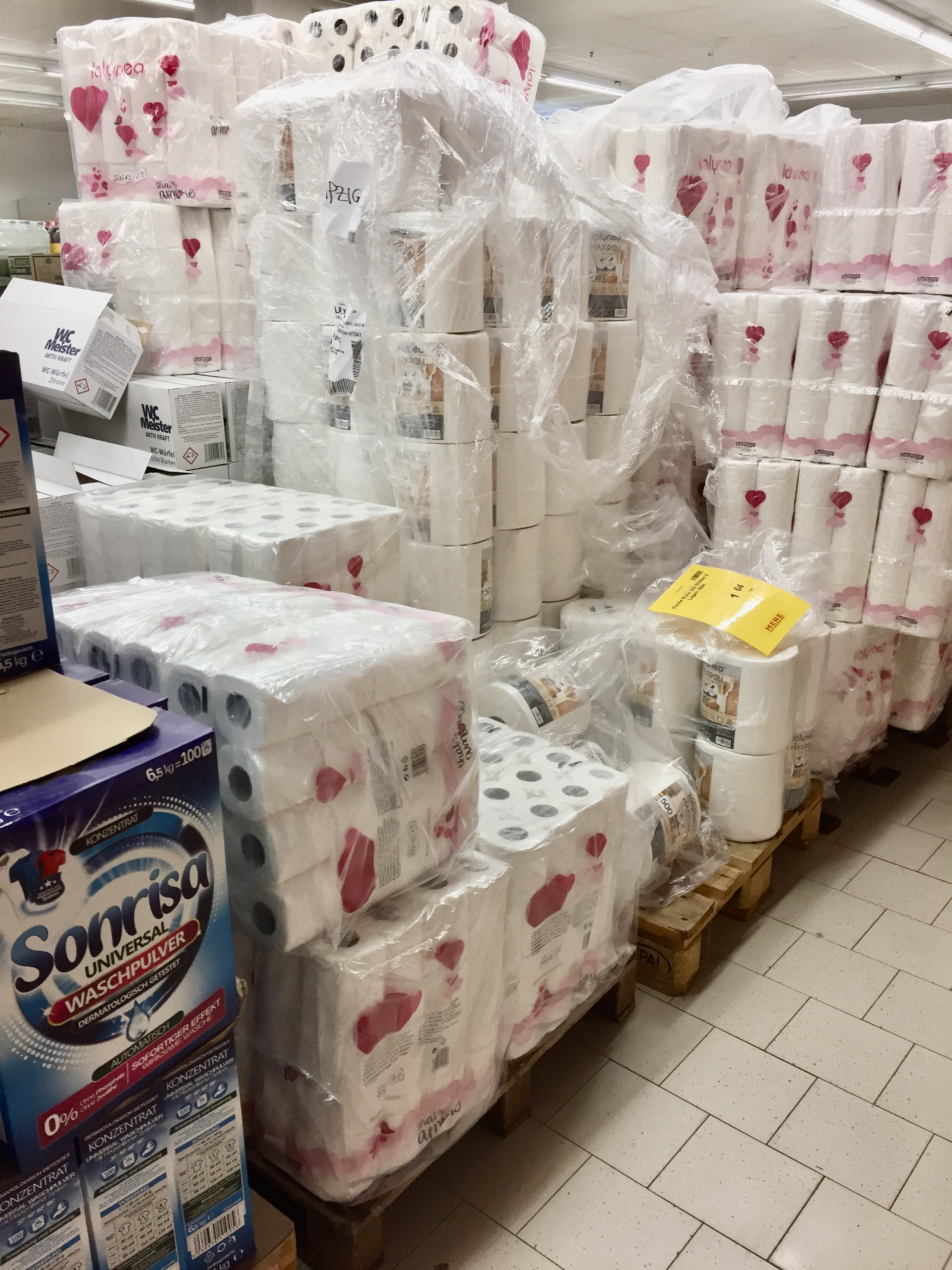
Паллетная выкладка товара в Mere (Лейпциг)

Магазины сети обычно находятся в местах, непривлекательных для конкурентов, вдали от жилых массивов, с расчётом на покупателя, приезжающего на велосипеде, общественном транспорте или собственном автомобиле (от арендодателя требуется сравнительно большая парковка), хотя к 2020 году магазины стали появляться и в более привычных местах.
Магазины сети располагаются на значительном расстоянии друг от друга (не менее 3 километров) с тем, чтобы выручка составила около 30 миллионов рублей в месяц (в диапазоне 10–50 миллионов рублей). Типичный магазин изнутри представляет собой бетонную коробку без какой-либо попытки оформить её под традиционный магазин, по сути это склад с товарами на поддонах (палетах) и кассовыми аппаратами. Такой подход позволяет добиваться ставок аренды в несколько раз ниже, чем у конкурентов («Светофор» может также уступить собственнику помещения процент с оборота, но не более 2%).
«Светофор» проводит жёсткую политику и по отношению к поставщикам, либо используя малоизвестные торговые марки, либо получая существенные скидки от крупных поставщиков. Для последних сеть привлекательна тем, что из-за узкого ассортимента продажи избранного сетью товара будут непропорционально высокими по сравнению с сетями, предоставляющими покупателю больше выбора. «Светофор» использует и другой традиционный для подобных сетей (но уникальный в России) подход — широкое использование товаров, которые производители готовы «слить» по сниженной цене (например, из-за истекающего вскоре срока хранения).
Условия сотрудничества с Mere ещё жёстче. Цена товара вместе с доставкой в магазин должна быть на 20–30% ниже, чем у конкурентов (по сравнению с известными брендами с репутацией разница должна составить 50%). Поставщик должен доставлять товар в каждый магазин своими силами и за свой счёт, обеспечивать возможность возврата 100% непроданных товаров и нести ответственность за оформление провоза импортной продукции через таможню.
Из-за больших объёмов закупки некоторый товар может залёживаться. Также маловероятно, что один и тот же товар будет разной даты производства[значимость факта?]. В магазинах не предусмотрены корзины для товаров, только тележки. У некоторых магазинов могут быть собственные неофициальные сайты и новостные каналы в соцсетях, никак не связанные между собой[значимость факта?]. 

### Интернет-магазин
В апреле 2021 года «Светофор» планировал открыть интернет-магазин с доставкой силами партнёра «Яндекс Доставка». Планировалось доставлять товары за 100–200 рублей в регионах и за 150–400 в Москве и Санкт-Петербурге.

## Критика
Сеть подвергается критике за проблемы с качеством продукции и подозрения в налоговой оптимизации. В 2024–2025 годах Роспотребнадзор выявил систематические нарушения в магазинах сети: продажу просроченных товаров, отсутствие маркировки, нарушения условий хранения и антисанитарные условия. В торговых помещениях обнаружены насекомые, тараканы, мухи и пищевая моль.
Потребители регулярно жалуются на фальсификат и некачественную продукцию, включая испорченные товары, заветренную рыбу, мясо без упаковки и фрукты с червями.
В декабре 2022 года Роспотребнадзор проверил магазины сети в связи с продажей поддельных напитков Coca-Cola, после прекращения официальных поставок компании в Россию.
В июне 2023 года в магазине «Светофор» в Анжеро-Судженске семилетний мальчик скончался после употребления арбуза. Роспотребнадзор изъял всю партию арбузов из данного магазина.
С января 2025 года магазины сети массово закрываются по всей России. Федеральная налоговая служба приняла решение о ликвидации холдинга «Инвест стандарт», которому принадлежат магазины «Светофор» в Центральном и Северо-Западном федеральных округах.
Журналисты отмечают, что сеть использует схему дробления бизнеса через сотни малых предприятий для работы на упрощенной системе налогообложения для уклонения от налогов и проверок. Около 1700 магазинов «Светофор» и «Маяк» оформлены на сотни ООО в разных регионах под названием «Торгсервис» с номерами регионов.